# Natalie Mendoza
Pour les articles homonymes, voir Mendoza.
Natalie Mendoza, née le 12 août 1978 à Hong Kong, est une actrice, chanteuse et danseuse australienne essentiellement connue pour ses rôles dans le film The Descent et la série télévisée Hôtel Babylon.

## Biographie
Natalie Jackson Mendoza est la fille de Robin Jackson, une australienne qui travaille à la télévision, et de Noel Mendoza, un philippin pianiste de jazz. Elle est la sœur de Rebecca Jackson Mendoza et la troisième d'une famille de six enfants. Sa famille s'installe en Australie en 1983. Adolescente, elle joue dans les comédies musicales Cats, Miss Saigon et la version anglaise des Misérables. En 1998, elle forme avec sa sœur le groupe Jackson Mendoza et enregistre deux singles qui entrent dans le Top 30 en Australie.
Le groupe est dissous en 2000 et Natalie Mendoza décide de se consacrer alors à sa carrière d'actrice. Elle apparaît dans le film Moulin Rouge et s'installe en Angleterre en 2003, prenant des cours de théâtre à la Bristol Old Vic Theatre School. Elle joue dans diverses pièces de théâtre et est engagée en 2005 dans le film The Descent, où son rôle de Juno la fait connaître internationalement. En 2006, elle se marie avec le producteur de musique Eliot Kennedy ; le couple divorce en 2010. De 2006 à 2008, elle tient un rôle récurrent dans la série télévisée Hôtel Babylon. En 2010, elle est choisie pour jouer le rôle d'Arachne dans la comédie musicale de Broadway Spider-Man: Turn Off the Dark mais elle doit renoncer à la suite d'une blessure survenue pendant les répétitions.
En 2015, elle joue à West End le rôle de Gigi dans la comédie musicale Miss Saigon.

## Filmographie

### Cinéma
- 2000 : Muggers : Tran
- 2001 : Moulin Rouge : China Doll
- 2003 : Horseplay : Jade
- 2003 : Code 46 : la réceptionniste du Sphinx
- 2005 : The Descent : Juno
- 2005 : Le Grand Raid : Mina
- 2009 : Surviving Evil : Chill
- 2009 : The Descent: Part 2 : Juno
- 2021 : Annette : l'une des six femmes du chœur

### Télévision
- 1999 : Farscape (série télévisée, saison 1, épisode 14) : Lishala
- 1999 : Les Aventuriers de l'extrême (téléfilm) : Jade
- 1999-2000 : BeastMaster, le dernier des survivants (série télévisée, 7 épisodes) : Kyra
- 2001 : South Pacific (téléfilm) : Liat
- 2001 : Nicky, détective de choc (téléfilm) : Ellie
- 2006-2008 : Hôtel Babylon (série télévisée, 21 épisodes) : Jackie Clunes
- 2012 : Inspecteur Barnaby (série télévisée, saison 15, épisode 1) : Sasha Fleetwood
- 2017 : Blood Drive (série télévisée, 3 épisodes) : Stacey Fung
- 2018 : Blue Bloods (série télévisée, saison 8, épisode 16) : Lindsay Stewart
- 2019 : Holby City (série télévisée, saison 21, épisode 30) : Sunny Lin
- 2020 : McDonald et Dodds (série télévisée, saison 1, épisode 1) : Mathilde Crockett

## Théâtre
- 2010 : Spiderman: Turn off the Dark : Arachne
- 2013 : Arms of Fire : Josephina
- 2014 : Here Lies Love : Imelda Marcos
- 2015 : Miss Saigon : Gigi
- 2021 : Moulin Rouge! : Satine